# John Winthrop (astronom)

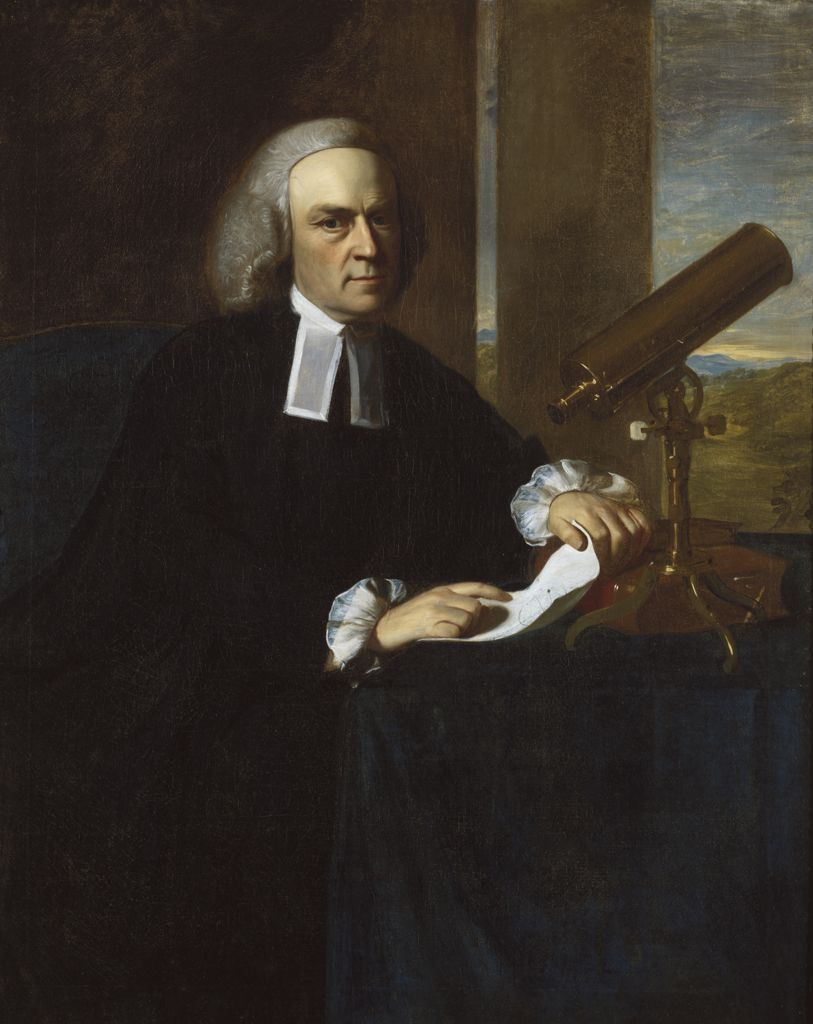
John Winthrop.

John Winthrop, född den 19 december 1714 i Boston, död den 3 maj 1779 i Cambridge, Massachusetts, var en amerikansk naturvetenskapsman. Han var sonsons son till John Winthrop den äldre.
Winthrop var från 1738 professor i matematik och naturfilosofi vid Harvarduniversitetet och anses som grundläggaren av det naturvetenskapliga studiet vid detta lärosäte. Inte minst inom astronomi och fysik gjorde han banbrytande insatser. Winthrop anses som seismologins fader. Han utgav Lecture on Earthquakes (1755), Answer to Mr. Prince's Letter on Earthquakes (1756), Account of Some Fiery Meteors (1755) och Two Lectures on the Parallax (1769).